# Albertus Verbrugh Az.

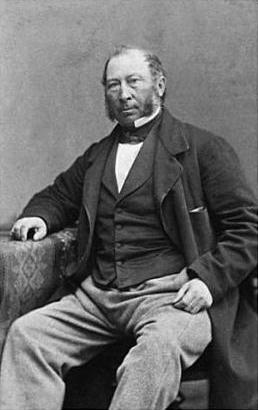
Albertus Verbrugh Az.

Albertus Verbrugh Az. (Lienden, 30 april 1807 - aldaar, 24 mei 1887) was een Nederlands lokaal bestuurder.

## Biografie
Albertus Verbrugh was een zoon van Aart Verbrugh, schout en burgemeester van Lienden, en Dirkje van der Linden. Hij trouwde in 1835 met IJda Frederika van Schaik (1805-1835) en vervolgens in 1837 met Maria Heuff (1810-1881), een dochter van Johan Adriaan Heuff, burgemeester van Zoelen.
Verbrugh was steenbakker en steenfabrikant te Amerongen. Van 1864 tot 1869 was hij burgemeester van Lienden en van 1853 tot 1860 hoofdingeland van de polder Neder-Betuwe.